# 3986 Rozhkovskij
A 3986 Rozhkovskij (ideiglenes jelöléssel 1985 SF2) a Naprendszer kisbolygóövében található aszteroida. Nyikolaj Sztyepanovics Csernih fedezte fel 1985. szeptember 19-én.